# Veronica francispetae
Veronica francispetae är en grobladsväxtart som beskrevs av M. A. Fischer. Veronica francispetae ingår i släktet veronikor, och familjen grobladsväxter. Inga underarter finns listade i Catalogue of Life.